# Ланганс, Мартын Рудольфович
Мартын Рудольфович Ланганс (наст. имя Мартин Вильгельм Ланг(г)анс, нем. Martin-Wilhelm Langhans; 10 [22] октября 1852, Херсон — 11 [23] сентября 1883, Санкт-Петербург) — революционный деятель России, член Исполнительного комитета партии «Народная воля».

## Биография
Родился в семье учителя, гражданина Пруссии. Учился в 1871—1872 гг. в Петербургском технологическом институте. В 1873 году примыкал в Одессе к кружку Ф. В. Волховского. В июне 1874 году с целью пропаганды открыл бондарную мастерскую в Верхнеднепровском уезде.
Арестован в том же году, по Процессу ста девяноста трёх оправдан.
28 апреля 1879 года вторично арестован в Киеве под фамилией Петрова. 30 апреля отправлен в Мценскую тюрьму; был под арестом по делу А. К. Соловьева (1879), а в декабре 1879 года, как иностранный подданный, выслан за границу.
Летом 1880 года вернулся в Петербург, вошел в Исполнительный комитет «Народной Воли». Участвовал в подготовке покушения на Александра II летом 1880 года в Санкт-Петербурге. Работал в подкопе на Малой Садовой.
Арестован 21 апреля 1881 года в Киеве вместе с Якимовой А. В. и Морейнис Ф. А. По Процессу двадцати приговорен к смертной казни, замененной пожизненным заключением. Умер в Алексеевском равелине Петропавловской крепости от туберкулёза.

## Семья
Гражданская жена — Якимова Анна Васильевна.

Сын — Мартын Михайлович Якимов (отчество по крестному отцу; 13 октября 1881, Дом предварительного заключения, Санкт-Петербург — 1943, Новосибирск), горный инженер. Лишался избирательных прав как участник Белого движения, после апелляции восстановлен в 1929 г..